# Dingkana borealis
Dingkana borealis är en insektsart som beskrevs av Goding. Dingkana borealis ingår i släktet Dingkana och familjen hornstritar. Inga underarter finns listade i Catalogue of Life.